# Ivanov Beach
Der Ivanov Beach (englisch; bulgarisch Иванов бряг Iwanow brjag) ist ein 5 km langer Strand an der nordwestlichen Küste der Livingston-Insel im Archipel der Südlichen Shetlandinseln. Am Südostufer der Barclay Bay erstreckt er sich zwischen dem Nedelya Point im Südwesten, dem Rotch Dome im Südosten und dem Rowe Point im Nordosten in südwest-nordöstlicher Ausrichtung. Der 1,7 km nordöstlich des Nedelya Point liegende Bilyar Point gehört ebenso wie eine 1,1 km südwestlich des Rowe Point befindliche Landspitze zu diesem Strand.
Bulgarische Wissenschaftler kartierten ihn 2009. Die bulgarische Kommission für Antarktische Geographische Namen benannte ihn im selben Jahr nach Ljubomir Iwanow (* 1952), topographischer Geodät in Antarktika in mehreren Kampagnen ab 1994, Ersteller topographischer Karten über Antarktika und Gründungsvorsitzender des namensgebenden Gremiums.